# Clephydroneura finita
Clephydroneura finita är en tvåvingeart som beskrevs av Scarbrough 2004. Clephydroneura finita ingår i släktet Clephydroneura och familjen rovflugor. Inga underarter finns listade i Catalogue of Life.